# Christa Luft

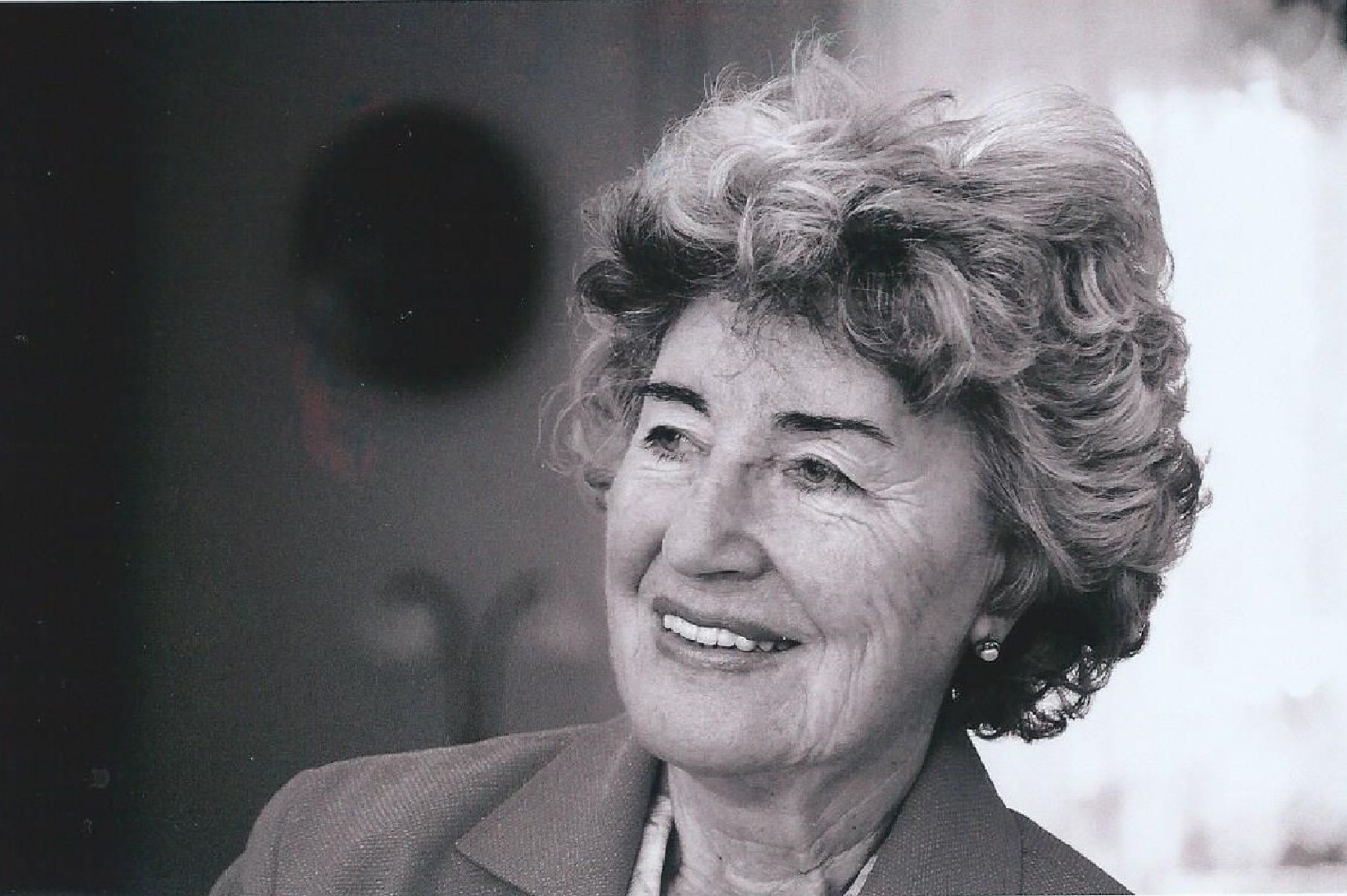
Christa Luft (2010)

Christa Luft (* 22. Februar 1938 als Christa Hecht in Krakow am See) ist eine deutsche Ökonomin und Politikerin (SED/PDS). Sie war während der friedlichen Revolution stellvertretende Vorsitzende des Ministerrates und Wirtschaftsministerin der DDR in der Regierung Modrow und von 1994 bis 2002 durch Direktmandat in Berlin Mitglied des Deutschen Bundestages für die PDS. Sie publizierte zahlreiche Veröffentlichungen zu wirtschaftlich-ökonomischen Hintergründen und gesellschaftlichen Analysen.

## Leben und Wirken
Christa Lufts Vater war Maschinenschlosser und Meister in der Mathias-Thesen-Werft in Wismar, die Mutter arbeitete als Wirtschafterin und Leiterin einer Großküche. Sie besuchte von 1945 bis 1952 die Grundschule in Bobitz bei Wismar und im Anschluss die Oberschule in Grevesmühlen. Das Abitur legte sie 1956 an der Arbeiter-und-Bauern-Fakultät (ABF) in Halle (Saale) an der Martin-Luther-Universität Halle-Wittenberg (MLU) ab. Danach studierte sie von 1956 bis 1960 Außenhandel und internationale Wirtschaftsbeziehungen an der Hochschule für Außenhandel in Berlin-Staaken und an der Hochschule für Ökonomie (HfÖ) in Berlin-Karlshorst mit dem Abschluss Diplom. Zu ihren Lehrern gehörten Gunther Kohlmey, Helmut Koziolek und Hans Mottek.
Ab 1961 arbeitete sie als wissenschaftliche Assistentin an der HfÖ. 1964 wurde sie dort zum Dr. rer. oec. promoviert. Ihr Dissertationsthema lautete Die wesentlichen Einflüsse der sozialistischen internationalen Arbeitsteilung und des Außenhandels auf den Nutzeffekt gesellschaftlicher Arbeit (untersucht am Beispiel der Empfängerröhrenindustrie der DDR); Gutachter waren Gertrud Gräbig und Manfred Funke. Von 1964 bis 1968 war sie an der HfÖ wissenschaftliche Mitarbeiterin und mitverantwortlich für den Aufbau der neuen Lehrdisziplin Leitung des sozialistischen Außenhandels unter Leitung von Erich Freund, Gründungsrektor der Hochschule für Außenhandel (1954) und Ko-Vorsitzender (DDR-Seite) des Ausschusses für Innerdeutschen Handel. 1966 weilte sie mit dieser Arbeitsgruppe zu einem Studienaufenthalt beim Krupp-Konzern in Essen und beim Ko-Vorsitzenden (BRD-Seite) des Ausschusses für innerdeutschen Handel Carl Katz in Bremen.
1968 habilitierte sie sich an der HfÖ mit der Habilitationsschrift: Zur bewussten Ausnutzung der dialektischen Einheit ökonomischer und psychologischer Marktfaktoren beim Export der DDR nach dem sozialistischen Wirtschaftsgebiet sowie nach kapitalistischen Industrie- und Entwicklungsländern (Das Wesen der Verkaufspsychologie im sozialistischen Außenhandel); Gutachter waren Gertrud Gräbig und Horst Tiedtke. 1968 wurde sie zur Hochschuldozentin für das neu entwickelte Fachgebiet „Leitung und Organisation des Außenhandels“ an der HfÖ berufen.
Von 1967 bis 1970 wirkte sie als Prodekanin für das Fernstudium an der Fakultät für Außenhandel/Sektion Außenwirtschaft. 1971 erfolgte ihre Berufung zur Ordentlichen Professorin für sozialistische Außenwirtschaft an der HfÖ. 1973 bis 1977 war sie Direktorin der Sektion Außenwirtschaft. In dieser Zeit weilte sie mehrfach als Gastprofessorin an der Hochschule für Außenhandel und Touristik in Maribor in Slowenien, einer Partnereinrichtung der HfÖ. Zu ihren akademischen Schülern gehören neben anderen Heike Balzer, Hans Coppi, Angelika Frisch-Fröhlich, Marion Münzer und Frank Seifert.
Von 1978 bis 1981 war Luft stellvertretende Direktorin des Internationalen Instituts für ökonomische Probleme des sozialistischen Weltsystems beim Rat für gegenseitige Wirtschaftshilfe in Moskau. Sie intensivierte ihre Kontakte zu Fachkollegen sozialistischer Länder und vertrat das Institut bei internationalen wissenschaftlichen Veranstaltungen sowie bei Tagungen von UNO-Organisationen in Genf und New York.
1981 wurde sie mit dem Vaterländischen Verdienstorden in Bronze ausgezeichnet.

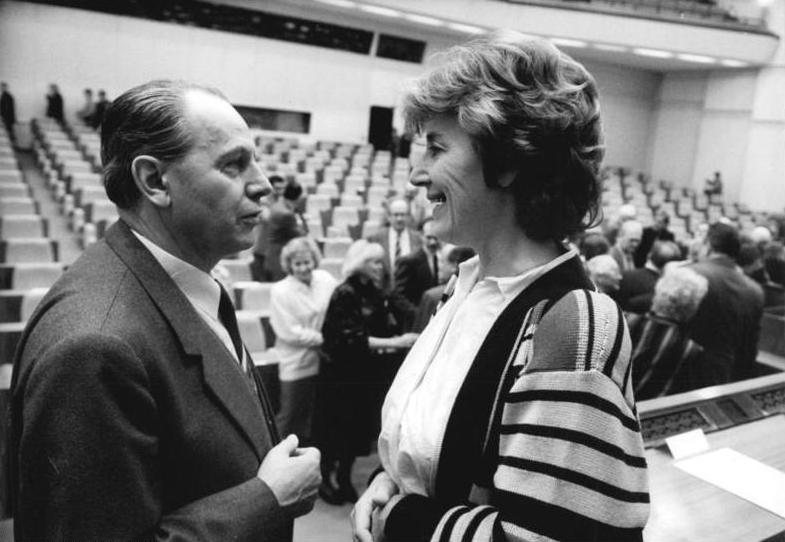
Christa Luft im Dezember 1989 auf der 13. Volkskammertagung mit Witho Holland (LDPD)

Anschließend, von 1982 bis 1987, wirkte sie erneut als Dekanin in der Sektion Außenwirtschaft der HfÖ. Als Vertreterin der größten ökonomischen Lehr- und Forschungseinrichtung der DDR nahm sie im Rahmen von Delegationen mit jeweils eigenen Vorträgen an Weltkongressen der Ökonomen in Athen, Madrid und Neu-Delhi teil.
Ab 1985 war Christa Luft für den Aufbau eines regulären ein- bis zweisemestrigen Studienaufenthaltes für Außenwirtschaftsstudenten der HfÖ an der Wirtschaftsuniversität Wien verantwortlich und initiierte eine Kooperation mit Osteuropawissenschaftlern der Pariser Sorbonne. Es entstand eine Reihe bilateraler Kolloquien in Paris, Lyon und Berlin. 1987 wurde Christa Luft zum korrespondierenden Mitglied der Akademie der Wissenschaften der DDR berufen.
Am 28. Oktober 1988 wurde sie in das Amt der Rektorin der Hochschule für Ökonomie „Bruno Leuschner“ (HfÖ) in Berlin-Karlshorst eingeführt. In ihrer Antrittsrede sagte sie 1988:

„Ich möchte, dass dieses große Potenzial, das wir im Lehrkörper und unter den Studenten haben, richtig genutzt wird, dass wir nicht im Nachhinein immer bejubeln müssen, wie weise die Parteiführung wieder Beschlüsse gefasst hat, sondern ich möchte, dass wir im Vorfeld an der Lösung der Probleme mitarbeiten können.“

Vom 18. November 1989 bis zum 18. März 1990 wirkte sie als berufene Erste Stellvertreterin des Vorsitzenden des Ministerrates der DDR und Ministerin für Wirtschaft der Regierung Modrow. In dieser Zeit lagen die Teilnahme an der letzten Tagung des RGW im Januar 1990 in Sofia und im Februar 1990 die Teilnahme an der einzigen Sitzung beider deutschen Kabinette in Bonn.
1990/91 leitete sie bis zur auf Beschluss des Berliner Senats erfolgten Abwicklung der HfÖ am 1. Oktober 1991 den Lehrstuhl „Osteuropawirtschaft“. Von März bis Oktober 1990 war Christa Luft Abgeordnete der frei gewählten Volkskammer der DDR in der PDS-Fraktion und Haushaltsausschussvorsitzende des Parlaments.
Nach Abwicklung der HfÖ war sie bis 1994 Vorstandsmitglied und Dozentin des von ihr mitbegründeten Instituts für Internationale Bildung Berlin e. V. Schwerpunkt ihres Wirkens dort war die Weiterbildung russischsprechender Wirtschaftsfachleute aus Russland und anderen Nachfolgestaaten der Sowjetunion, aus Bulgarien und der Volksrepublik China. Mehrfach wurde sie zu Gastvorträgen zu Transformationserfahrungen Ostdeutschlands an den Universitäten St. Gallen, Mülheim an der Ruhr, der Freien Universität Berlin sowie an Hochschulen der Volksrepublik China und Vietnams eingeladen.
Luft ist seit 1993 Mitglied der Gelehrtengesellschaft Leibniz-Sozietät der Wissenschaften zu Berlin, der Deutschen Gesellschaft für Osteuropakunde, des Offenen Wirtschaftsverbandes von klein- und mittelständischen Unternehmern, Freiberuflern und Selbständigen in Berlin und Brandenburg e. V., dessen erste Vorsitzende sie war.

## Politik
Von 1952 bis 1964 war sie Mitglied der FDJ, seit 1958 Mitglied der SED. Sie wurde Mitglied der PDS und war Mitglied der Partei Die Linke.
Zwischen 1994 und 2002 war Luft, durch ein Direktmandat in Berlin gewählt, Abgeordnete im Deutschen Bundestag. Dazu erhielt sie 1994 44,4 Prozent und 1998 42,2 Prozent der Direktstimmen in Berlin-Friedrichshain–Lichtenberg. Ihr Mandat übte sie ab 1994 als Stellvertretende Vorsitzende der PDS-Gruppe, ab 1998 als stellvertretende Vorsitzende der PDS-Fraktion und deren wirtschaftspolitische Sprecherin aus.
In der Tageszeitung Neues Deutschland schrieb sie zwischen 2002 und 2012 regelmäßig für eine wirtschaftspolitische Kolumne, an der auch Harry Nick, Robert Kurz und Rudolf Hickel beteiligt waren, seitdem ist Luft dort als Autorin tätig.
Von 2002 bis 2008 war Christa Luft Vorsitzende des Kuratoriums der Rosa-Luxemburg-Stiftung (RLS) und von 2008 bis 2013 gewähltes Mitglied des Vorstandes der RLS. Luft ist (Stand 2024) Mitglied des Trägervereins der RLS.
Sie war mit dem Ökonomieprofessor Hans Luft verheiratet, der 2006 verstorben ist. Luft und die Familien ihrer zwei Söhne leben in Berlin.
Mitte Januar 2022 wurde bekannt, dass sie aus der Partei Die Linke ausgetreten ist. Zu dem Austritt beigetragen habe der Umgang des Linke-Vorstands mit dem Ältestenrat, weil dessen Analysen in der Wahlkampfstrategie 2021 keine Beachtung gefunden hätten und weil der Gründungskonsens der Linken von 2007 (PDS + Zusammenschluss mit der WASG) „soziale, demokratische und friedensstiftende Reformen zur Überwindung des Kapitalismus“ zu erreichen, sukzessive aufgekündigt werde.

## Inoffizielle Mitarbeiterin des Auslandsnachrichtendienstes (MfS)
Während ihrer Tätigkeit in der Volkskammer und vor ihrem Bundestagsmandat hatte sie sich freiwillig und ohne Erfolg auf eine IM-Tätigkeit überprüfen lassen. Luft hatte Kontakte zur DDR-Staatssicherheit bestritten („Daran erinnere ich mich nicht.“). Alexander Schalck-Golodkowski (selbst ehemaliger OibE) hatte gegenüber dem Bundesnachrichtendienst Verbindungen von Christa Luft zur Hauptverwaltung A aufgedeckt. Schalck-Golodkowski benannte Manfred Süß als ihren Führungsoffizier, was sich als falsch herausstellte.
Eine Untersuchung des Immunitätsausschusses des Bundestages 1998 ergab, dass Christa Luft von 1963 bis 1971 unter dem Decknamen „IM Gisela“ in einem Vorgang für die Hauptverwaltung A des Ministeriums für Staatssicherheit registriert war. Sie wurde kurz vor ihrer Promotion angeworben. Eine handschriftliche Verpflichtungserklärung unterschrieb sie am 31. Oktober 1963 unter ihrem ursprünglichen Namen Hecht. Im selben Jahr lieferte sie „dem MfS vor dem Hintergrund der Enttarnung eines angeblichen westlichen Spions […] mehrere (drei) Berichte. Hierbei handelte es sich jedoch lediglich um eine sogenannte Legende, mit deren Hilfe die Zuverlässigkeit […] geprüft werden sollte.“
Luft erklärte sich „ab 1965 bereit, als ‚Deckadresse‘ für den Empfang von postalischen Sendungen des MfS zu fungieren. Aus den vorliegenden Unterlagen ergibt sich allerdings nicht, ob sie tatsächlich Postsendungen an das MfS weiterbefördert hat.“ Als wahrscheinliche Tippgeberin für „Hinweise auf Personen […] die in die operative Arbeit des MfS einbezogen werden könnten“ stand sie bis 1966 zur Verfügung. „Ab Mitte 1966 bis 1971, dem Zeitpunkt der förmlichen Beendigung des IM-Vorgangs ‚Gisela‘, liegen keine Dokumente vor, die auf die inoffizielle Tätigkeit […] zurückgehen.“
Christa Luft stellte im Juni 1995 erneut einen Antrag auf Akteneinsicht bei der damaligen Gauck-Behörde und erfuhr dadurch Details zu der 1977 vom MfS eingeleiteten Operative Personenkontrolle (OPK) zu ihrer Person. Das MfS hatte Nachschlüssel zu ihrer Wohnung anfertigen lassen, die dort bis 1989 verblieben und dann in den Bestand der Gauck-Behörde übergingen. Sie sei über den langjährigen Zugang der Stasi zu ihrer Wohnung erschrocken, sei auch von der Gauck-Behörde nicht informiert worden und stellte die Rechtmäßigkeit des Vorgangs in Frage.

## Werke und Schriften

### Bücher
- Die wesentlichen Einflüsse der sozialistischen internationalen Arbeitsteilung und des Außenhandels auf den Nutzeffekt der gesellschaftlichen Arbeit in der Empfängerröhrenindustrie der DDR. Dissertation vom 2. April 1964, Hochschule für Ökonomie Berlin, 1964.
- Zur bewussten Ausnutzung der dialektischen Einheit ökonomischer und psychologischer Marktfaktoren beim Export der DDR nach dem sozialistischen Wirtschaftsgebiet sowie nach kapitalistischen Industrie- und Entwicklungsländern. ‹Das Wesen der Verkaufspsychologie im sozialistischen Außenhandel›. Habilitationsschrift. vom 24. Juli 1968, Hochschule für Ökonomie Berlin, 1968.
- mit Walter Kupferschmidt, E. Legler, S. Sälzler: Außenwirtschaftliche Tätigkeit in Produktions- und Außenhandelsbetrieben. Verlag Die Wirtschaft, Berlin 1974.
- Sozialistische Außenwirtschaft – intensiver Reproduktionstyp – ökonomisches Wachstum. Akademie-Verlag, Berlin 1989.
- Die ostdeutsche Wirtschaft zwei Jahre nach der Währungsunion: der Markt – Tummelplatz der Töchter. 1993, Signatur der Deutschen Nationalbibliothek: „1996 A 12398“
- Zwischen WEnde und Ende. Aufbau-Taschenbuch-Verlag, Berlin 1991, ISBN 3-7466-0055-3. (3., erw. Auflage, 1999, ISBN 3-7466-7021-7 (AtV; 7021))
- Treuhandreport. Werden, Wachsen und Vergehen einer deutschen Behörde. Aufbau-Verlag, Berlin/Weimar 1992, ISBN 3-351-02403-7 (Aufbau-Sachbuch).
- Die nächste Wende kommt bestimmt. Berlin 1994, ISBN 3-7466-7008-X.
- Die Lust am Eigentum. Auf den Spuren der deutschen Treuhand. Orell Füssli, Zürich 1996, ISBN 3-280-02308-4.
- Abbruch oder Aufbruch? Warum der Osten unsere Chance ist. Aufbau-Taschenbuch-Verlag, Berlin 1998, ISBN 3-7466-8526-5 (AtV; 8526: Aufbau-Thema).
- Wendeland – Fakten und Legenden. Aufbau-Taschenbuch-Verlag, Berlin 2005, ISBN 3-7466-7049-7 (Aufbau-Taschenbuch; 7049).
- Wirtschaftliche Hintergründe – Fakten und Legenden. GNN-Verlag, Schkeuditz 2012, ISBN 978-3-89819-388-7.

### Publikationen als Mitautorin/Mitherausgeberin nach der deutschen Einheit (Auswahl)
- Melancholische Betrachtungen über verpasste Gelegenheiten samt einiger[sic!] Lehren für die Zukunft. In: Probleme der Einheit. Nur Blut, Schweiß und Tränen? Metropolis-Verlag, Marburg 1991, ISBN 3-926570-33-4.
- Schocktherapie statt Prophylaxe. DDR und RGW 1989/90. In: Die kurze Zeit der Utopie. Die „zweite DDR“ im vergessenen Jahr 1989/90. Elefanten Press Verlag, Berlin 1994, ISBN 3-88520-510-6.
- In die soziale Marktwirtschaft ohne Arbeit und Eigentum? In: Mandat für deutsche Einheit. Die 10. Volkskammer zwischen DDR-Verfassung und Grundgesetz. Leske +Budrich, Opladen 2000, ISBN 3-8100-2771-5.
- Wir wollten keine Nachbeter mehr sein. In: Vom Privileg des Vergleichs: Erfahrungen ostdeutscher Prominenter vor und nach 1989. Militzke, 2009, ISBN 978-3-86189-822-1.
- Deutsche Zweiheit – oder: Wie viel Unterschied verträgt die Einheit? PapyRossa Verlag, Köln 2010, ISBN 978-3-89438-447-0.
- Die Behrens’sche Suche nach einer sozialistischen Reformökonomie geht weiter. In: Man kann nicht Marxist sein, ohne Utopist zu sein... VSA-Verlag, Hamburg 2010, ISBN 978-3-89965-405-9.
- Wirtschaftstheorie in zwei Gesellschaftssystemen Deutschlands-Erfahrungen-Defizite-Herausforderungen. (Mitherausgeberin). Rosa-Luxemburg-Stiftung Texte 74, Karl Dietz Verlag, Berlin 2011, ISBN 978-3-320-02279-2.
- Vorwort: DDR-Wirtschaft – Marode und bankrott? Ihre Kapitäne Versager? In: Jetzt reden wir. Was heute aus der DDR-Wirtschaft zu lernen ist. eb edition berolina 2013, ISBN 978-3-86789-816-4.

### Beiträge in Sitzungsberichten der Leibniz –Sozietät der Wissenschaften
- Zukunft der Arbeit – Arbeit der Zukunft. Band 66, Jahrgang 2004.
- Globalisierung – Gestaltungsaufgabe versus Sachzwang. Band 74, Jahrgang 2004.
- Ricardos Theorem der komparativen Vorteile – Wohlstandsgewinn für alle? Band 100, Jahrgang 2009.
- Verselbständigung der Finanz- gegenüber der Realwirtschaft – Überakkumulation als Krisenquelle. In: Sitzungsberichte der Leibniz-Sozietät der Wissenschaften zu Berlin. Band 107, 2010, S. 37–57. (Digitalisat)
- Das Dilemma neoklassischer Dogmen – Wider die geistige Monokultur, für Pluralität in der ökonomischen Wissenschaft – Analyse am Beispiel der Volkswirtschaftslehre. Leibniz online, Jg. 2015, Nr. 20.
- Die deutschen Exportüberschüsse – ein Kommentar aus makroökonomischer Perspektive. Leibniz online, Jg. 2017, Nr. 25.

### Beiträge in Abhandlungen der Leibniz-Sozietät der Wissenschaften
- Die jüngste Krise belebt die Systemdebatte. In: Kapitalismus und Krisen heute – Herausforderung für Transformationen. trafo Wissenschaftsverlag, Berlin 2011.
- Praxisversagen neoklassischer Dogmen – Chance für gesamtwirtschaftliches Denken? In: Theorieentwicklung im Kontext der Krise. trafo Wissenschaftsverlag, Berlin 2013.

### Nationale und internationale Publikationen (Auswahl)
- International Investment cooperation within the CMEA area. In: Structural change, economic interdependence and world development: proceedings of the 7. World Congress of the International Economic Association, Madrid 2/1987. (gemeinsam mit Lutz Maier).
- Foreign trade, growth of the Socialist National Economy and comprehensive intensification. In: Soviet and Eastern European foreign trade. 24/1988 (gemeinsam mit Helmut Blessing und Gerhard Grote).
- Nichts gegen Erhard. In: Wirtschaftswoche. 43/1989.
- Deutsch-Deutscher Dialog. In: WSI-Mitteilungen. 2/1990.
- Economic relations between the GDR and the CMEA countries. In: Reforms in foreign economic relations of Eastern Europe and the Soviet Union: proceedings of a symposium conducted in association with Osteuropa-Institut Muniche and Südost-Institut Munich 1991.
- Wer brachte den Osthandel der DDR zu Fall? In: Disput. 20/1994.
- Perspektivy ekonomitsheskikh swjasei meshdu Wostochnoi Germanii I Rossiei. In: Probleme von Theorie und Praxis der Leitung. Moskau 4/2001.
- Mittelosteuropäische Länder zur Europäischen Union – ein qualitative neuer Prozess sozialer Transformation. In: Forschungsinstitut der Internationalen Wissenschaftlichen Vereinigung Weltwirtschaft und Weltpolitik e. V. Berlin, Berichte. Juli 2003.
- The financial markets detached themselves of the real economy – over-accumulation as main source of capitalist crises. In: World Review of Political Economy. PLUTO JOURNALS London. vol. 1, Number 2, Summer 2010.
- Verweigerter gemeinsamer Neuanfang – Abwicklung und Entsorgung statt Nutzung und Ausbau zukunftsfähiger Potenziale der DDR-Wirtschaft. In: Jahrbuch für Forschungen zur Geschichte der Arbeiterbewegung. 2010/I.
- Democratic socialism – the programmatic goal of the Left Party (DIE LINKE) in Germany. Thesen für eine internationale Konferenz in Sozhou (China) 2011.
- Freihandel und Machtverhältnisse. Zur Kritik klassischer Freihandelstheoreme. In: Zeitschrift Marxistische Erneuerung. Nr. 98, Juni 2014.
- Bilateralismus – Multilateralismus – Supranationalismus – Nationalismus: Befunde im Vergleich von RGW und EWU. In: Forschungsinstitut der Internationalen Wissenschaftlichen Vereinigung Weltwirtschaft und Weltpolitik e. V. Berlin, Berichte. Juli 2011.
- Wider den Marktradikalismus – Herausforderungen für ökonomische Theorie und Linke WirtschaftspoLitik. (PDF; 664 kB) In: Wider den Marktradikalismus. Rosa-Luxemburg-Stiftung GmbH, 1. Juli 2018, abgerufen am 25. Januar 2024.
- Grund und Boden gehören in GemeineigentumVorschläge für eine soziale Bodenordnung, 36 S., In: Heft 226 der Reihe Pankower Vorträge von Helle Panke e. V. – Rosa-Luxemburg-Stiftung Berlin, veröffentlicht auf zeitschrift-luxemburg.de, Februar 2022.